# Делов, Олег Леонидович
Олег Леонидович Делов (25 мая 1963, Курск) — советский и российский футболист и тренер. Выступал на позиции полузащитника.

## Карьера

### Игровая
В 1980 году начал играть за курский «Авангард». В ноябре следующего года Делова вместе с Вадимом Роговским призвали на службу, которую проходил в смоленской «Искре». В «Искре» довольно успешно дебютировал — забил за первые 25 игр 11 мячей. Был приглашен на просмотр в московский «Спартак», но получил травму голеностопа, разрыв связок и перелом берцовой кости. До 1992 года играл в Смоленске. Всего за «Искру» провел 334 встречи и забил 93 мяча. В 1985 году вместе с командой дошёл до полуфинала Кубка СССР. В сезоне 1992/93 играл в высшей лиге чемпионата Белоруссии за клуб «Торпедо» (Могилев), провел 18 игр, забил 3 мяча. В 1993 году попал в самарские «Крылья Советов». В них за три года провел в высшей лиге 60 игр и забил 6 голов. В 1995—1997 играл в родном «Авангарде». В 1998 сыграл 15 матчей в клубе второго дивизиона «Салют-ЮКОС» из Белгорода. В 1998—1999 годах играл в брянском «Динамо». Игровую карьеру закончил в «Авангарде» в 1999 году.

### Послеигровая
С 2000 года — на тренерской работе. Работал главным тренером курского «Авангарда», в том числе в первом дивизионе. В декабре 2007 — январе 2008 года возглавлял брянское «Динамо». В 2008 году — главный тренер «Зодиака» из Старого Оскола (второй дивизион).
С 2010 года — директор ДЮСШ № 4 (Курск).

### Достижения
- Полуфинал Кубка СССР 1984/85 (игрок)
- 2-е место в зоне «Центр» второго дивизиона 2004, выход в первый дивизион (тренер)

## Личная жизнь
Супруга Любовь, сын Владислав, дочь Анастасия.